# Victor Tissot
Pour les articles homonymes, voir Tissot.

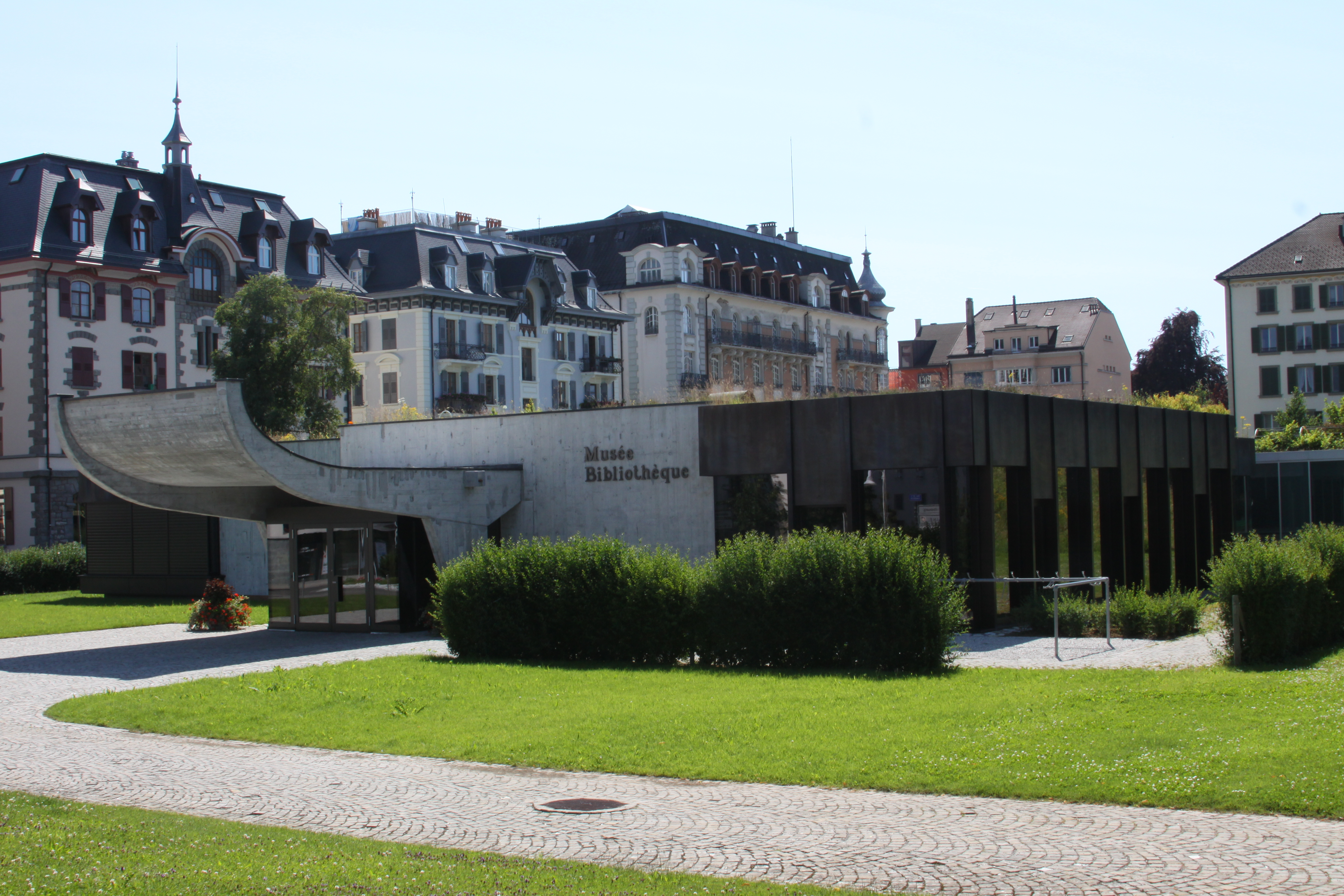
L’entrée du bâtiment actuel du Musée gruérien.

Victor Tissot est un homme de lettres et de presse suisse né le 14 août 1844, à Fribourg et décédé le 4 juillet 1917 à Villebon,. Il a joué un rôle dans le façonnement de l'imagerie régionale gruérienne.

## Biographie
Fils de Joseph Tissot, de Cottens, notaire et juge au Tribunal de la Sarine, Victor Tissot étudie au collège Saint-Michel, à Einsiedeln et Sion, puis il fréquente les facultés de Droit de l'université de Fribourg-en-Brisgau, Tübingen, Leipzig, Vienne et Paris. À Paris, il collabore à la rédaction du dictionnaire Larousse, à la rédaction de l'encyclopédie universelle des contemporains de Gustave Vapereau ainsi qu'au Courrier français de Auguste-Jean-Marie Vermorel.
Après une année de vie parisienne, il est nommé en 1867, professeur à l'Institut Thudichum, près de Genève. Dans le même temps, il entre à la Gazette de Lausanne (1868), où il lance, en 1871, un supplément littéraire hebdomadaire. Il est rédacteur en chef de la Gazette de Lausanne de 1870 à 1873, période de guerre où il prit parti des vaincus. Plus tard, il revient à Paris (1874) où il dirige notamment l'Almanach Hachette (1893) et inaugure, en 1891, le nouveau supplément littéraire du Figaro, journal dont il sera rédacteur en chef de 1888 à 1893. À la même époque, il fonde le journal Lectures pour tous.
Il écrit également des récits sur la Suisse et l'Allemagne, qui connaissent un succès considérable. Il doit sa célébrité à son roman Voyage au pays des milliards (la Prusse), qui fut vendu en quelques semaines à 50 000 exemplaires. Grand voyageur devant l'Éternel, il revient régulièrement en Suisse ; il finit par s'installer dans la maison de Chalamala, bouffon du comte Michel, à Gruyères (Suisse). Il possédait également le chalet La Marmotte au Pâquier-Montbarry qui fut incendié en 1905. De 1911 à 1914, il édite l'Almanach de Chalamala, virulent opuscule contre l'autoritarisme du gouvernement cantonal en place. À l'approche de son décès, il décide de léguer sa fortune, ses considérables collections et sa bibliothèque à la ville de Bulle, dans l'optique de la création d'un musée.
L'histoire donnera suite au projet, sous la forme du Musée gruérien et de la Bibliothèque publique de Bulle, d'abord installées rue Victor-Tissot, puis relogées dans un bâtiment moderne en 1978.
Son entourage est fait des personnalités de l'époque : les peintres Joseph Reichlen (1846-1913), Auguste Baud-Bovy (1848-1899), Eugène Burnand (1850-1921), mais aussi l'écrivain Gonzague de Reynold (1880-1970), ou François-Xavier Brodard dit Jèviè, curé de La Roche et patoisant fameux. On y trouve également le Genevois Henri Naef (1889-1967), premier conservateur du Musée gruérien.
Le 29 avril 1929, la ville de Bulle inaugura un monument à la mémoire de Victor Tissot et de son fils André. Ce bloc monolithe porte l'inscription :
« La ville de Bulle à Victor Tissot, homme de lettres, 1845-1917, fondateur du musée gruérien et à son fils André Tissot, médecin, 1873-1907 ».

### Vie privée
Victor Tissot épousa une Alsacienne, Juliette Schmidt, avec qui il eut un fils André (1873), médecin mort à Paris en juillet 1907, à la suite d'un accident automobile.

## Œuvres
- Essai sur les Beaux-arts en Suisse (1869)
- Voyage au pays des milliards (1875), qui a pour suites Les Prussiens en Allemagne (1876) et Voyage aux Pays annexés (1876).
- Les Aventures de Gaspard van der Gomm. La Comtesse de Montretout, avec Constant Améro, Paris, E. Dentu, 1878
- Les Aventures de Gaspard van der Gomm. Les Mystères de Berlin, avec Constant Améro, Paris, E. Dentu, 1879
- Vienne et la vie viennoise (1879).
- Voyage au pays des Tziganes (1880).
- La Russie et les Russes. Kiev et Moscou (1884), Plon.
- Police secrète prussienne (1884), Éditions Dentu
- Les Contrées mystérieuses et les peuples inconnus (1884), avec Constant Améro.
- De Paris à Berlin - Mes vacances en Allemagne. (1886).
- Impressions de voyage (1893).
- Les Curiosités de l'Allemagne du nord (1885).
- Les Curiosités de l'Allemagne du sud (1885)
- La Suisse inconnue (1888)
- La prisonnière du Mahdi (1891), avec Georges Maldague.
- Aventures et chasses au pays des Zoulous (1891)
- Simone, histoire d’une jeune fille moderne (1894)